# Ace of Base
Ace of Base is een Zweedse popgroep, in 1987 opgericht door Jonas Berggren (Joker), Ulf Ekberg (Buddha), Malin Berggren (Linn) en Jenny Berggren in Göteborg. De groep kende haar grootste succes in de jaren negentig van de twintigste eeuw. Rond 2010 volgden wijzigingen in de samenstelling van de groep, waarbij Malin en Jenny vervangen werden door Clara Mae en Julia Williamson. De band is na ABBA en Roxette de meest succesvolle Zweedse band aller tijden.
De stijl van de Ace of Base is een combinatie van elektronische dance en Europop met reggaeritmes. Het maakte de muziek goed dansbaar in bijvoorbeeld de discotheek en bruikbaar voor de radio. De teksten zijn simpel (toegankelijk), vaak optimistisch en gaan vooral over liefde en persoonlijke groei. Deze muziek heeft als inspiratie gediend voor Lady Gaga, Katy Perry en Clean Bandit.
De groep ging zeer beperkt op internationale tournee maar gaf vooral losse concerten en richtte zich met name op het werk in de studio.

## Geschiedenis
In 1987 vormde Jonas Berggren met zijn twee vrienden Johnny Lindén en Nicklas Tränk een muziekgroep. Jonas' zussen, Jenny en Malin, kwamen erbij als zangeressen. De band had verschillende namen: Kallinin Prospect (een straat in Moskou), CAD (Computer Aided Disco), en Tech-Noir (Frans voor "zwarte technologie', genoemd naar een disco in The Terminator). Eind 1989 verlieten Johnny en Nicklas de groep. 
In 1990 kwam Ulf Ekberg erbij en ze veranderden hun naam in Ace of Base. Jenny verklaarde eens dat de reden van de naamsverandering was dat niemand de naam van de groep kon uitspreken of onthouden. In 1990 tekende de groep een contract bij Mega Records en bracht ze Wheel Of Fortune uit. Na verschillende pogingen werd het nummer uiteindelijk een Scandinavische hit en tekende Ace of Base een Europees contract bij Metronome. All that she wants, geproduceerd door Denniz PoP werd toen een hit over de gehele wereld. 
In de maanden die hierop volgden rees hun ster snel en kregen ze wereldwijde faam. Meer hits volgden, zoals The Sign, dat zes weken nummer 1 was in de Billboard Hot 100 en werd genomineerd voor een Grammy Award. Ook de singles Don't Turn Around en Living In Danger groeiden uit tot successen. Happy Nation, het debuutalbum van de band dat wereldwijd in verschillende versies werd uitgebracht, steeg naar een ongekend verkoopniveau van ongeveer twaalf miljoen exemplaren. Ondanks al het succes werd het imago van de band geschaad door onthullingen dat Ulf lid zou zijn geweest van een neonazigroep in Zweden. Hij heeft deze aantijgingen altijd ontkend.
In 1995 hield de band zich lange tijd stil. Boze tongen beweerden dat de leden een punt achter hun succesvolle band hadden gezet en ruzies met elkaar hadden gekregen. Niets bleek minder waar, want er werd in Zweden in alle rust aan een nieuw album gewerkt. Dat album verscheen aan het eind van het jaar onder de naam The Bridge. De uitgebrachte singles Beautiful Life, Lucky Love en Never Gonna Say I'm Sorry behaalden opnieuw wereldwijd de hitstatus. Toch kon de band het succes van zijn eerste cd moeilijk evenaren. Van The Bridge werden zes miljoen exemplaren verkocht. In de VS wist de band nu enkel met Beautiful Life een top 10-hit te scoren. Het bleek duidelijk dat de muzieksmaak van het publiek snel veranderde en dat de hype rond de groep uitdoofde.
Hoe succesvol Ace Of Base als band ook was, plannen voor een wereldtournee werden telkens op de lange baan geschoven, wat niet in goede aarde viel bij de vele fans. Toen de promotie rondom The Bridge was afgerond, laste de band opnieuw een lange rustpauze in. De jaren daarna hielden de leden zich wederom op de achtergrond. 
Pas in april 1998 keerde Ace Of Base terug in de muziekbranche, met het uitbrengen van het derde album Flowers. Op het album ging de band geheel de richting van popmuziek op. In de band zelf had ook een grote verandering plaatsgevonden. Linn, een van de twee zangeressen en misschien wel hét gezicht van de band, had zich teruggetrokken als leadzangeres en figureerde nu meer op de achtergrond. Ze hield zich vooral bezig met het bespelen van keyboard en achtergrondzang. Haar zusje Jenny nam de rol van leadzangeres op zich. Waarom Linn ineens een minder prominente rol op zich nam is nooit echt bekend geworden. Er wordt gezegd dat de zangeres een angst voor camera's heeft en gezien het feit dat ze ook nog eens last van vliegangst heeft, wordt vaak gezegd dat ze om die reden niet bij promotieactiviteiten aanwezig kon zijn. Ook zouden de overige leden in een interview gezegd hebben dat Linns achtergrondrol het gevolg was van de aanval die door een Duitse fan in het huis van de familie zelf plaatsvond. Hierbij raakte de moeder gewond en Linn zou hierna steeds schuwer zijn geworden na deze traumatische ervaring en dagelijks last hebben van angstklachten die haar leven een stuk beperkter maken. De fan mag Zweden nooit meer in.
Zelf gaf ze aan de aandacht van de media zat te zijn en ze vond het niet eerlijk tegenover Jenny dat zij het aandachtspunt van Ace Of Base was. Bij veel promotieactiviteiten rondom het nieuwe album Flowers was Linn niet aanwezig. Vaak stond Jenny alleen met Ulf en Jonas op het podium.
Ondanks het voorgaande succes van de band in de VS, was het in eerste instantie niet de bedoeling van Arista (het Amerikaanse label van de groep) om Flowers daar uit te brengen. De sound van de cd werd door hen als te 'bubblegum' bestempeld. Toen echter bleek dat het album in Europa goed verkocht, werd er drie maanden na de originele uitgave een Amerikaanse versie uitgebracht onder de titel Cruel Summer. Het bevatte nieuw opgenomen versies van nummers die al op Flowers stonden, maar met een geluid dat meer gericht was op de Amerikaanse markt. Het album werd geen succes en het is vooralsnog het laatste dat Ace Of Base in de VS heeft uitgebracht.
Fans hadden gehoopt dat de band met het nieuwe album op wereldtournee zou gaan. Opnieuw gebeurde dit niet. Waarschijnlijk had ook de rol van Linn in de band hiermee te maken. Eind 1999 verscheen er in Europa een verzamelalbum van de band: Singles Of The 90s met daarop al hun succesnummers. In Amerika verscheen dit album onder de naam Greatest Hits. Naast oude hits bevatte het verzamelalbum ook een aantal nieuwe opnames, die allemaal als singles werden uitgebracht. De single C'est La Vie (Always 21) werd zelfs een nummer 1-hit in Spanje. 
Hierna legde de band zich toe op de realisatie van een geheel nieuw album. Opnieuw werd hier in alle rust aan gewerkt. In 2002 verscheen dit nieuwe album onder de naam Da Capo. Hoewel het bij de fans goed werd ontvangen, deed het weinig in de hitparades. De eerste single Beautiful Morning werd een bescheiden hit in Zweden. Daaropvolgende singles Unspeakable en The Juvenile flopten. Hierna gingen de leden van de band zich bezighouden met andere projecten en met hun privélevens. Er werden wel berichten de wereld in gestuurd dat er aan een comeback werd gewerkt, maar deze werd telkens verschoven. Na veel speculaties verliet Linn eind 2007 de band, gevolgd door Jenny in 2009.
De twee overgebleven leden van de band, Jonas en Ulf, gingen in 2010 door onder de naam Ace.Of.Base (inclusief puntjes, die bedoeld waren voor de stijl en het logo), met twee nieuwe zangeressen: Clara Hagman en Julia Williamson. Eerstgenoemde haalde eerder de halve finales in het Zweedse tv-programma Idols. De band tekende een deal bij Universal Music en bracht daarbij het album The Golden Ratio uit dat in 2010 verscheen. Het succes van vroeger werd echter niet meer behaald en Ace Of Base staakte zijn activiteiten. Een reünie ligt niet in het verschiet: volgens Jonas Berggren willen Linn en Jenny niet meer.

## Discografie

### Albums
| Album met eventuele hitnotering(en) in de Nederlandse Album Top 100 | Datum van verschijnen | Datum van binnenkomst | Hoogste positie | Aantal weken | Opmerkingen |
| ------------------------------------------------------------------- | --------------------- | --------------------- | --------------- | ------------ | ----------- |
| Happy Nation                                                        | 1993                  | 24-04-1993            | 2               | 80           |             |
| The Bridge                                                          | 1995                  | 11-11-1995            | 17              | 23           |             |
| Flowers                                                             | 1998                  | 20-06-1998            | 50              | 6            |             |
| Singles of the 90s                                                  | 1999                  | -                     | -               | -            |             |

| Album met hitnotering(en) in de Vlaamse Ultratop 200 albums | Datum van verschijnen | Datum van binnenkomst | Hoogste positie | Aantal weken | Opmerkingen |
| ----------------------------------------------------------- | --------------------- | --------------------- | --------------- | ------------ | ----------- |
| The Bridge                                                  | 1995                  | 27-01-1996            | 34              | 5            |             |
| Flowers                                                     | 1998                  | 04-07-1998            | 35              | 2            |             |

### Singles
| Single met eventuele hitnotering(en) in de Nederlandse Top 40 | Datum van verschijnen | Datum van binnenkomst | Hoogste positie | Aantal weken | Opmerkingen                               |
| ------------------------------------------------------------- | --------------------- | --------------------- | --------------- | ------------ | ----------------------------------------- |
| All That She Wants                                            | 1993                  | 13-03-1993            | 4               | 20           | Nr. 3 in de Single Top 100                |
| Wheel of Fortune                                              | 1993                  | 19-06-1993            | 2               | 12           | Nr. 3 in de Single Top 100                |
| Happy Nation                                                  | 1993                  | 21-08-1993            | 5               | 9            | Alarmschijf / Nr. 6 in de Single Top 100  |
| The Sign                                                      | 1993                  | 25-12-1993            | 3               | 14           | Nr. 3 in de Single Top 100                |
| Don't Turn Around                                             | 1994                  | 09-04-1994            | 7               | 9            | Nr. 7 in de Single Top 100                |
| Living in Danger                                              | 1994                  | 19-11-1994            | 27              | 3            | Nr. 23 in de Single Top 100               |
| Lucky Love                                                    | 1995                  | 21-10-1995            | 15              | 6            | Alarmschijf / Nr. 16 in de Single Top 100 |
| Beautiful Life                                                | 1995                  | 27-01-1996            | 34              | 3            | Nr. 27 in de Single Top 100               |
| Never Gonna Say I'm Sorry                                     | 1996                  | 30-03-1996            | tip 16          |              |                                           |
| Life Is a Flower                                              | 1998                  | 16-05-1998            | 25              | 4            | Nr. 40 in de Single Top 100               |
| Cruel Summer                                                  | 1998                  | 19-09-1998            | tip 6           |              | Nr. 55 in de Single Top 100               |
| Always Have, Always Will                                      | 1999                  | 10-04-1999            | -               |              | Nr. 78 in de Single Top 100               |

| Single met hitnotering(en) in de Vlaamse Ultratop 50 | Datum van verschijnen | Datum van binnenkomst | Hoogste positie | Aantal weken | Opmerkingen |
| ---------------------------------------------------- | --------------------- | --------------------- | --------------- | ------------ | ----------- |
| All That She Wants                                   | 1993                  | 27-03-1993            | 1(2wk)          | 16           |             |
| Wheel of Fortune                                     | 1993                  | 12-06-1993            | 5               | 14           |             |
| Happy Nation                                         | 1993                  | 04-09-1993            | 8               | 12           |             |
| The Sign                                             | 1993                  | 11-12-1993            | 5               | 18           |             |
| Don't Turn Around                                    | 1994                  | 16-04-1994            | 13              | 12           |             |
| Living in Danger                                     | 1994                  | 19-11-1994            | 30              | 4            |             |
| Lucky Love                                           | 1995                  | 21-10-1995            | 24              | 13           |             |
| Beautiful Life                                       | 1995                  | 06-01-1996            | 15              | 14           |             |
| Life Is A Flower                                     | 1998                  | 02-05-1998            | 42              | 6            |             |
| Always Have, Always Will                             | 1998                  | 01-05-1999            | 44              | 4            |             |

### NPO Radio 2 Top 2000
| Nummer met noteringen in de NPO Radio 2 Top 2000 | '07  | '08-'09 | '10  | '11  |
| ------------------------------------------------ | ---- | ------- | ---- | ---- |
| All That She Wants                               | 1333 | -       | 1888 | 1938 |

1. ↑  Een '-' betekent dat het nummer niet was genoteerd en een vetgedrukt getal geeft de hoogste notering aan.
2. ↑  2007 was het eerste jaar met een notering voor dit nummer.
3. ↑  Deze tabel is bijgewerkt tot en met de laatste editie (2024).